# Лучија Џојс
Лучија Ана Џојс (енгл. Lucia Anna Joyce; Трст, 26. јул 1907 — Нортхемптон, 12. децембар 1982) је била професионална плесачица и ћерка ирског писца Џејмса Џојса и Норе Барнкл.

## Биографија

### Младост и каријера
Лучија Ана Џојс је рођена у државној болници у Трсту 26. јула 1907. Била је друго дете ирског писца Џејмса Џојса и његове партнерке (касније супруге) Норе Барнкл које су добили након сина Ђорђа. Како су њени родитељи били емигранти који су живели у Трсту, Лучијин први језик био је италијански. У млађим годинама учила је плес на Институту Далкроз у Паризу. Плес је учила од 1925. до 1929. године, прво код Жака Далкроза, затим код Маргарет Морис, а касније код Рајмонда Данкана (брата Исидоре Данкан) у његовој школи у близини Салцбурга. Лучија Џојс је 1927. плесала кратки дует у филмској адаптацији Ханса Кристијана Андерсена Девојчица са шибицама коју је урадио Жан Реноар. Усавршавала се код Луис Хутон, Хелене Ванел и Жан Борлин, водеће плесачице Балета suedois. 
1928. придружила се „Шесторци обојеног ритма“, комуни од шест плесачица које су ускоро наступале на местима у Француској, Аустрији и Немачкој.  После представе у Примитивној принцези у позоришту Стари голубињак Париз Тајмс је о њој написао: „Лучија Џојс је права ћерка њеног оца. Има ентузијазам, енергију Џејмса Џојса и још увек није утврђена количина њеног генија. Када она достигне пуну способност за ритмички плес, Џејмс Џојс можда буде познат као отац своје ћерке. " 
28. маја 1929. је изабрана за једног од шест финалиста на првом међународном фестивалу игре у Паризу одржаном у плесној дворани Бал Булијер. Иако није победила, публика, међу којој су били њен отац и млади Семјуел Бекет, се залагала за њен наступ сматрајући га изванредним и гласно је протестовала против пресуде пороте.  Њена веза са Бекетом била је несретна наклоност. Наводно су Лучија и Бекет, постали љубавници, када је Лучија, која је кратко била секретарица њеног оца, имала 21 годину. Њихова веза је кратко трајала, а завршила се након што је Бекет, који је у то време био везан за другу жену, признао да га је занимала искључиво професионална веза са Џејмсом Џојсом. 
У 22. години, Лучија Џојс је, након много година ригорозне посвећености и дугих сати вежбања, одлучила „да није физички довољно јака да би била плесачица било које врсте“.  Најављујући да ће постати учитељица, тада је „одбила понуду да се придружи групи у Дармштату и на крају је одустала од плеса“. 
Њен биограф Карол Шлос, међутим, тврди да је њен отац коначно ставио тачку на њену плесну каријеру. Џејмс је образложио да јој је интензиван физички тренинг за балет проузроковао претјерани стрес, што је заузврат погоршало дугогодишњи анимозитет између ње и њене мајке Норе. Непрестане домаће препирке које су настале спречиле су рад на Финегановом бдењу. Џејмс ју је убедио да се треба окренути калиграфији да би илустровала његову прозу и одустала од својих дубоко усађених уметничких склоности.  Џејмс Џојс је својој покровитељки Херијет Шоу Вивер написао да је ово резултирало са "месец дана суза јер она мисли да је бацила три или четири године напорног рада и жртвовала свој таленат". 

### Менталне болести и каснији живот
Лучија Џојс је почела да показује знаке менталне болести 1930. године, годину дана након што је почела да се забавља са 23-годишњим Семјуелом Бекетом, тада млађим предавачем енглеског језика на Вишој нормалној школи у Паризу. У мају 1930, док су њени родитељи били у Цириху, позвала је Бекета на вечеру, надајући се „да ће га притиснути да јој изјави љубав.  Глатко ју је одбио, објаснивши да га занимају само њен отац и његово писање. У својој биографији Џејмса Џојса, Гордон Боукер тврди да су основни разлози одбијања били Бекетова оштра свест о „снажној неиспуњеној еротској вези између Лучије и њеног оца“ и њена потреба да заједно са „ њена склоност ка незаштићеном сексу “. 
До 1934. године учествовала је у неколико неуспелих послова са својим учитељем цртања Александром Калдером, другим уметником из емиграције Албертом Хублом и Мирсин Мошос, асистенткињом Силвије Бич књижаре Шекспир и компанија. Како је година одмицала, њено стање се погоршавало до те мере да је Џејмс одвео Kарлу Јунгу као пацијенткињу. Убрзо након тога, дијагностикована јој је шизофренија на Психијатријској универзитетској клиници Бургхолцли у Цириху. Џејмс је 1936. пристао да се  његова ћерка подвргне тестовима крви у болници Светог Андреја у Нортхeмптону. Након кратког боравка, Лучија Џојс је инсистирала да се врати у Париз, док су лекари објаснили њеном оцу да је не може спречити у томе осим ако он не жели да јој се посвети. Џејмс је најближим пријатељима рекао да „никада не би пристао да његова ћерка буде затворена међу Енглезима“. 
Лучија Џојс се вратила да остане са Маријом Јолас, супругом Еугена Јоласа, у Неји на Сени. После три недеље, њено стање се погоршало и она је у лудачкој кошуљи одведена у болницу  Велпо in Визинеу. Сматрана опасношћу и за особље и за затворенике, стављена је у изолацију. Два месеца касније, отишла је у болницу Франсоа Aшила Делмас у Иври сир Сен . 
Лучија Џојс је 1951. године поново пребачена у болницу Светог Андреја. Годинама су је посећивали Бекет, Силвија Бич, Френк Буџен, Марија Јолас и Херијет Шоу Вивер који су јој били одређени за старатеље. 1962. године, Бекет је поклонио свој део ауторских хонорара од есеја објављеног  1929. године о Финегановом бдењу- у  Уводу у Финеганово бдење (Our Exagmination Round His Factification for Incamination of Work in Progress) да помогне у плаћању њеног боравка у болници Светог Андреја. 
1982. претрпела је мождани удар и умрла 12. децембра исте године.  Сахрањена је на гробљу Кингстхорп.
Сваке године на Блумовдан (16. јуна) делови Џојсовог Уликса и друга дела у вези са његовом животом и књижевним радом читају се на гробу Лучије Џојс. Године 2018. на Блумовдан, Писма Лусији, драму коју су написали Ричард Розе и Џејмс Волмар у којој се појављују ликови из Лусијиног живота, укључујући Семјуела Бекета, Катлин Нил, Нору Џојс и Џејмса Џојса на њеном гробу изводи ирско позориште Трајскелион . 

## Заоставштина
Њено ментално стање и документација у вези с тим предмет су студије из 2003. године (Лучија Џојс: Плес у бдењу) Карола Лоба Шлоса, који је сматрао да је Лусија Џојс била муза њеног оца за Финеганово бдење. Претежно се позивајући на писма између Лучије и њеног оца, студија је постала предмет тужбе за злоупотребу ауторских права од стране заступника имовине Џејмса Џојса. Дана 25. марта 2007. године, ова парница је решена у Шлосову корист, .   Професор Џон Меккарт са Универзитета Мацерата, добитник  Џојсове стипендије, повереник Међународне фондације Џејмс Џојс и суоснивач и директор Међународног симпозијума Џејмс Џојс одржаног у Трсту,   написао је у Пратитељу књижевне биографије (урредник Роберт Брадфорд, Вили Блеквел, 2019) да Шлос у својој „понекад опсесивној“ књизи „врло намерно жели да Нору (Џојсову супругу) свргне као главну Џојсову музу ... при томе, претерано величајући Лучијин геније и њен значају за Џојсов креативни процес, а већину чланова породице и круга око Џојса сурово осуђује “. О штетном утицају књиге наводи: „Најопаснија заоставштина је индустрија изведених верзија Лучије којој је помогла постане изрод  ... кључни извор за писање о Лучији које неумесно меша чињенице и фикције“. 
Живот Лучије Џојс је 2004. године био предмет драме са Вест Енда  Калико коју је написао Мајкл Хастингс, а 2012. и графичког романа Мери и Брајана Талбота Ћерке.  Представа која истражује њен живот под насловом Л изведена је за ограничену публику у Конкорд Аkадемији од 14. априла до 16. априла 2016. Написала га је и режирала Софија Гинзбург.  2016. Лучија је била тема биографског романа „Девојка Џојс“ Енабел Ебс, а 2018. романа Алекса Фебија под насловом Лучија .  Лучија Џојс је главна јунакиња поглавља „ Заокружите завој “ романа Јерусалим Алана Мура из 2016. године чија је радња смештена на клиници у Нортхемптону, где је провела последње године свог живота. Поглавље је написано у стилу  Финегановог бдења .